# 张少康 (1965年)
张少康（1965年9月—），男，汉族，广东揭西人，中华人民共和国政治人物、城市规划师，现任广东省人民政府副省長，九三学社中央委员会常务委员、广东省委员会主任委员。

## 简历
1988年7月，毕业于同济大学城市规划专业，随后在广东省城乡规划设计院工作。
2000年11月通过公选进入政界，任江门市规划局副局长。2001年7月，升任江门市规划局局长。2005年2月，任江门市人民政府市长助理。
2007年1月，任江门市政协副主席。2008年11月，回到广东省城乡规划设计院，任院长。
2010年8月，作为广东省住房城乡建设厅正厅级干部，赴新疆喀什参加援疆工作，挂职任广东省援疆前方指挥部副总指挥、新疆喀什地区行署副专员。2014年1月，援疆挂职期满，继续担任广东省城乡规划设计院院长。2016年6月，任东莞市人民政府副市长（正厅级）。2017年6月，调任广东省住房和城乡建设厅厅长。 
2019年1月，当选广东省政协副主席，晋升副部级。2023年1月，当选广东省人民政府副省长。